# 曹議金
曹 議金（そう ぎきん、? - 935年）は、五代十国時代の曹氏による帰義軍節度使の初代である。最初は、曹仁貴と名のっていた。
曹議金は、もともとは、沙州長史であり、後唐に使いを送り朝貢している。霊武節度使韓洙の推薦を受けて、後唐の荘宗李存勗から沙州刺史を授けられ、帰義軍節度使に充てられ、瓜州・沙州等の州の処置使となった。
曹議金は使者を甘州に送り、ウイグル可汗の娘を娶りたい旨を伝え、さらに自分の娘を可汗に娶せたいと伝えさせた。
貞明4年（918年）、曹議金は使者を後梁に送り、封贈を受けている。
長興2年（931年）、曹議金は「令公」・「拓西大王」と称した。
清泰2年（935年）2月、曹議金は病死し、その長男の曹元徳は位を継いだ。

## 子
- 曹元徳
- 曹元深
- 曹元忠